# غلامرضا دبیران
غلامرضا دبیران (۱۲۹۶–۱۳۶۵) فرزند شفیع در سال ۱۳۴۶ در اعتراض برای عضویت اجباری در حزب رستاخیز از سمت فرماندار کل یزد استعفا داد از اوایل سال ۱۳۵۸ به پیشنهاد محمد صدوقی، استانداری یزد را پذیرفت.
دبیران پیش از تحصیلات رسمی؛ قرآن و خوشنویسی را نزد پدر بزرگ و عموی خود فراگرفت و همزمان به فراگیری ادبیات فارسی و عربی پرداخت. همچنین تحصیلات جدید را در دبیرستانهای تهران به پایان رساند. سپس از دانشکده زبان و ادبیات فارسی درجه علمی خود را دریافت کرد. وی کتابهای شرایع و معالم و برخی از کتابهای نحو و ادبیات را نزد مرتضی غمامی طالقانی فرا گرفت. از دیگر استادان او می‌توان فاضل تونی، میرزا خلیل کمره‌ای و فاضل سبحان (اعمی) را نام برد. دبیران با شاعران و سخنوران عصر خود از جمله ملک الشعرای بهار، قاسم رسا و محمدحسین شهریار معاشرت و مباحثه داشت. وی پس از بازنشستگی بیشتر در زمینه ترجمه فعالیت کرد.

## آثار
آثار قلمی او عبارتند از: یک دوره دستور زبان فارسی، ترجمه بیش از نیمی از نهج البلاغه به زبان فارسی، دیوان اشعار، ترجمه منظوم دعاها و مناجاتها، الفیه ابن مالک و قصیده لامیه، غدیریه، برده بوصیری، نونیه و مارون بیک عبّود
کتاب «ابجد عشق» شامل غزل‌ها، قصاید، مثنوی‌ها و انواع دیگر شعر از قبیل مسمط، ترکیب بند، مستزاد، قطعه، رباعی و دو بیتی است که دبیران از سال‌های حدود ۱۳۱۶ تا ۱۳۶۵ سروده است.
از آنجا که اشعار دبیران همه با الهام از آیات قرآن سروده شده‌است. از جمله مثنوی‌هایی که بعد از انقلاب اسلامی سروده است مثنوی هزاره انقلاب است. از قصاید نزدیک به دوران انقلاب اسلامی قصیده‌ای ۵۷ بیتی دربارهٔ سید روح الله خمینی است که درست دو روز قبل از انقلاب به اتمام رسیده است.
از جمله آثار دبیران ترجمه‌های منظومی است که وی از بعضی سوره‌های قرآن کریم و دعاها و مناجات‌ها نوشته و با خطی خویش به رشته تحریر درآورده است که بخش عمده تألیفاتشان را تشکیل می‌دهد.

## سوابق
غلامرضا دبیران همچنین ریاست دفتر رمز و محرمانه محمد مصدق، فرمانداری کل یزد و سمنان، شهرداری مشهد، شیراز، اهواز، معاون استاندار خراسان و فرماندار مشهد را پیش از انقلاب در کارنامه خود دارد.
وی پس از انقلاب به پیشنهاد محمد صدوقی و با حکم به عنوان نخستین استاندار یزد منصوب شد.